# Кодирование от алкоголизма
«Кодирование» от алкоголизма, подшивка — распространённый на постсоветском пространстве разговорный термин, объединяющий различные по своей природе и научной обоснованности методы лечения алкогольной зависимости. Общей целью этих методов является создание у пациента установки на воздержание от употребления алкоголя, часто путем внушения ему идеи о том, что он умрёт или получит серьёзный вред здоровью, если снова употребит алкоголь. Многие методики включают элементы театрализованного представления, при котором специалист делает вид, что «внедряет» в мозг пациента некий «код» или программу, которая якобы вызовет сильную негативную реакцию при контакте с алкоголем.
Важно проводить различие между методами, имеющими подтверждённую эффективность согласно принципам доказательной медицины (например, регламентированное применение определённых фармакологических препаратов в составе комплексной терапии), и методами, чья эффективность не подтверждена современными научными исследованиями или основана преимущественно на внушении, гипнозе, использовании эффекта плацебо и запугивании. Некоторые специалисты относят часть таких методик к псевдонаучным практикам.

## История
Термин «кодирование» вошёл в широкий обиход благодаря советскому и украинскому врачу-психотерапевту Александру Романовичу Довженко. В 1980-х годах он разработал и популяризировал авторскую методику «организации стрессопсихотерапии больных алкоголизмом», получившую неофициальное название «кодирование по Довженко». Метод Довженко основывался на гипносуггестивном воздействии в состоянии бодрствования и был направлен на формирование у пациента отвращения или безразличия к алкоголю на определённый, заранее оговоренный срок (например, год, пять лет). Довженко запатентовал свой «Способ лечения хронического алкоголизма» (патент SU 1165392 А), который, согласно описанию, включал создание отрицательного условного рефлекса на алкоголь путем раздражения блуждающего и тройничного нервов и орошения зева хлорэтилом.

Способ лечения хронического алкоголизма - создание отрицательного условного рефлекса на алкоголь, отличающийся тем, что, с целью сокращений сроков лечения и предотвращения интоксикации организма, через 2-2,5 ч после начала создания отрицательного условного рефлекса больному производят раздражение блуждающего и тройничного нервов путём механического надавливания на точки Валле в течение 2-5 с, затем орошают поверхность зева и полость рта хлорэтилом в количестве 0,2 −0,3 мл в течение 1-2 с.
— Выдержка из патента
Несмотря на популярность и признание в СССР, метод Довженко, как и многие другие психотерапевтические подходы, разработанные до широкого внедрения современных стандартов доказательной медицины, не имеет достаточного количества высококачественных исследований, подтверждающих его специфическую эффективность по современным критериям.
Со временем термин «кодирование» стал применяться для обозначения и других методов, в том числе тех, которые предполагают медикаментозное воздействие или используют элементы обмана и театрализации.

## Методы, объединяемые понятием «кодирование»
Под общим названием «кодирование» могут предлагаться различные процедуры.

### Методы, основанные на применении дисульфирама (аверсивная терапия)
Эта группа методов предполагает использование препарата дисульфирам (торговые названия «Эспераль», «Тетлонг», «Антабус»; также неформально «Торпедо», хотя последний термин часто ассоциируется и с плацебо-процедурами). Дисульфирам блокирует фермент ацетальдегиддегидрогеназу, что при употреблении алкоголя приводит к накоплению токсичного ацетальдегида и развитию тяжёлой дисульфирам-алкогольной реакции (тошнота, рвота, тахикардия, падение артериального давления, страх смерти и др.). Страх перед этой реакцией является основным сдерживающим фактором.
Медицинское применение дисульфирама, соответствующее принципам доказательной медицины, включает:
- Подкожную или внутримышечную имплантацию стерильных таблеток или геля, обеспечивающих постепенное высвобождение препарата. Именно эта процедура послужила причиной появления выражений «подшивка» и «подшиться»[2][3]
- Регулярный пероральный приём таблеток.

Мета-анализы подтверждают эффективность дисульфирама при условии его применения под наблюдением врача, информированного согласия пациента и в составе комплексной терапии.
Важно отличать регламентированное применение дисульфирама от практик, где под видом «кодирования» могут использоваться неэффективные дозировки или методы введения (например, однократная внутривенная инъекция), не обеспечивающие заявленного длительного эффекта и являющиеся недобросовестными. Одной из подобных практик является так называемая «провокация»: пациенту однократно вводят дисульфирам внутривенно (что не соответствует инструкции по применению препарата), а затем предлагают принять алкоголь, чтобы вызвать кратковременную тяжёлую реакцию. Цель такой манипуляции — убедить пациента, что любое последующее употребление алкоголя будет вызывать аналогичный эффект. Однако внутривенное введение дисульфирама не обеспечивает продолжительного действия и не является допустимым методом лечения, а возникающая реакция обусловлена лишь временным присутствием препарата в крови. Подобные действия классифицируются как обманные и неэтичные, особенно если пациенту не разъясняется истинная природа процедуры и её ограниченный эффект.

### Психотерапевтические, инструментальные и другие методы, часто не имеющие доказательной базы
К этой категории относятся разнообразные методики, эффект которых преимущественно основан на внушении, страхе и эффекте плацебо. Они часто включают элементы театрализации и обмана.
- Методы, основанные на внушении и гипнозе: Помимо метода Довженко, существуют и другие вариации, где пациенту во время сеанса (иногда с элементами гипнотического воздействия, например, во время массажа головы) внушается, что употребление алкоголя приведёт к тяжёлым последствиям, таким как слепота или паралич[4].
- Имитация медицинских процедур и использование плацебо:
  - Введение препаратов с временным побочным эффектом: пациенту под гипнозом или с соответствующими внушениями могут ввести препарат, который при приёме небольшой дозы алкоголя вызывает кратковременную неприятную реакцию (например, на дыхательную систему). Это делается для того, чтобы пациент ошибочно поверил в наличие долгосрочного «кода»[5].
  - Использование фиктивных устройств и манипуляций: например, пациенту могут обезболить ротовую полость местным анестетиком, а затем приложить электроды со слабым током, убеждая, что это «манипуляция с нервными точками», после которой употребление алкоголя опасно[4]. Также описано использование специальных «шлемов» для убеждения пациента в том, что его сознание контролируется внушениями специалиста[4].
- Инструментальное «кодирование»: Методики, использующие различное оборудование (лазеры, устройства для «интракраниальной транслокации», «AVS-блок» и т.п.). Научная база и доказанная эффективность таких методов, как правило, отсутствуют[12].
- Подписание отказа от ответственности: Типичной практикой является требование к пациентам подписать документ, якобы снимающий с терапевта ответственность в случае, если пациент употребит алкоголь и пострадает или умрёт[5].

Эффективность большинства этих методов не подтверждена качественными научными исследованиями и объясняется верой пациента в процедуру, авторитет специалиста, страхом перед последствиями и эффектом плацебо.

## Критика
С точки зрения доказательной медицины, многие методики, объединяемые термином «кодирование» (особенно те, что основаны на запугивании, обмане и не имеют под собой фармакологической или научно обоснованной психотерапевтической базы), не рассматриваются как этичные и эффективные методы лечения алкоголизма.
- Запугивание и обман: Основа многих методов — это внушение страха смерти или тяжёлых увечий, часто с использованием театрализованных приёмов и прямого обмана пациента (например, введение плацебо под видом сильнодействующего препарата). Это может наносить вред психическому здоровью пациента[13] и является нарушением его прав на достоверную информацию.
- Эффект плацебо: Действие таких процедур часто объясняется эффектом плацебо[6][7].
- Отсутствие комплексного подхода: «Кодирование» часто преподносится как быстрое и простое решение, отвлекая от необходимости длительной психотерапии, реабилитации и изменения образа жизни, которые являются основой лечения зависимости.

Даже при использовании реальных препаратов, таких как дисульфирам, их применение должно быть частью комплексного лечения, проводиться с информированного согласия пациента и под наблюдением врача, а не в виде изолированной процедуры «кодирования».

## Распространенность
Методы «кодирования» получили наибольшее распространение на территории стран бывшего СССР. В большинстве западных стран подобные практики, особенно основанные на недоказанных воздействиях, обмане и запугивании, не являются частью стандартной медицинской помощи при алкоголизме.

## Научно обоснованные подходы к лечению алкогольной зависимости
Современная медицина предлагает ряд научно обоснованных методов лечения расстройств, связанных с употреблением алкоголя (алкогольной зависимости), основанных на принципах доказательной медицины и направленных на достижение ремиссии и улучшение качества жизни пациента. Эти подходы обычно включают комбинацию психосоциальных вмешательств (психотерапии) и, при необходимости, фармакотерапии.
Клинические рекомендации ведущих медицинских организаций, таких как Американская психиатрическая ассоциация (APA), Всемирная организация здравоохранения (ВОЗ) и другие национальные институты здравоохранения, выделяют следующие ключевые компоненты лечения:

### Психосоциальные вмешательства
Являются основой лечения алкогольной зависимости и включают:
- Мотивационное интервьюирование: Направлено на повышение внутренней мотивации пациента к изменениям.
- Когнитивно-поведенческая терапия (КПТ): Помогает выявлять и изменять деструктивные мыслительные паттерны и поведенческие реакции, связанные с употреблением алкоголя, а также развивать навыки совладания с тягой и стрессом.
- Программы 12 шагов (например, Анонимные Алкоголики): Группы самопомощи, предоставляющие поддержку и структуру для поддержания трезвости.
- Семейная терапия: Вовлекает членов семьи в процесс лечения, помогает наладить отношения и создать поддерживающую среду.

### Фармакотерапия
Медикаментозное лечение назначается врачом для снижения тяги к алкоголю, предотвращения рецидивов или управления симптомами отмены. Согласно рекомендациям APA и других организаций:
- Препараты первой линии:
  - Налтрексон: Блокирует опиоидные рецепторы, снижая эйфорический эффект от алкоголя и уменьшая влечение к нему. Доступен в таблетированной форме и в виде инъекций пролонгированного действия.
  - Акампросат: Восстанавливает нарушенный баланс нейротрансмиттерных систем (в частности, ГАМК и глутамата), помогая уменьшить дискомфорт, связанный с отменой алкоголя, и снизить риск рецидива у пациентов, уже достигших абстиненции.
- Препараты второй линии:
  - Упоминавшийся выше Дисульфирам: Вызывает крайне неприятную реакцию при употреблении алкоголя. Может быть эффективен для высокомотивированных пациентов, стремящихся к полному воздержанию, при условии информированного согласия и понимания рисков. Применение требует строгого медицинского контроля.
- Другие препараты: В некоторых случаях могут использоваться другие медикаменты (например, топирамат, габапентин – часто "офф-лейбл"), но их назначение требует индивидуальной оценки врачом.

Важно подчеркнуть, что методы, основанные исключительно на внушении, запугивании, использовании плацебо или недоказанных аппаратных воздействиях (что часто характеризует некоторые виды «кодирования»), не входят в современные международные стандарты лечения алкогольной зависимости и не рекомендуются авторитетными медицинскими организациями как самостоятельные или основные методы терапии. Эффективное лечение всегда предполагает комплексный, индивидуализированный подход и активное участие пациента.